# عبدالصمد کامبخش
عبدالصمد عدل قاجار یا عبدالصمد کامبخش (۱۲۸۲ شمسی – آبان ماه ۱۳۵۰) با نام مستعار عبدالصمد قنبری و شاهزاده سرخ فعال سیاسی چپ و از از بنیان‌گذاران حزب توده ایران بود. او در زمان جنگ جهانی اول برای تحصیل راهی امپراتوری روسیه شد و از شرکت کنندگان در انقلاب روسیه (۱۹۱۷) بود. او همچنین از بنیان‌گذاران کمینترن به نمایندگی از ایران، بنیان‌گذار و سازمانده مقاومت در ایران در زمان جنگ جهانی دوم، امکان تشکیل کنفرانس تهران و حفاظت از آن را برعهده داشت و در پیروزی متفقین جنگ جهانی دوم علیه نیروهای محور فاشیست نقش تعیین‌کننده‌ای ایفا کرد.
عبدالصمد کامبخش در اسفند ۱۳۲۲ با هفت هزار و هفتصد و هفتاد و نه رای به نمایندگی مردم قزوین به دوره چهاردهم مجلس شورای ملی راه یافت.

## خانواده

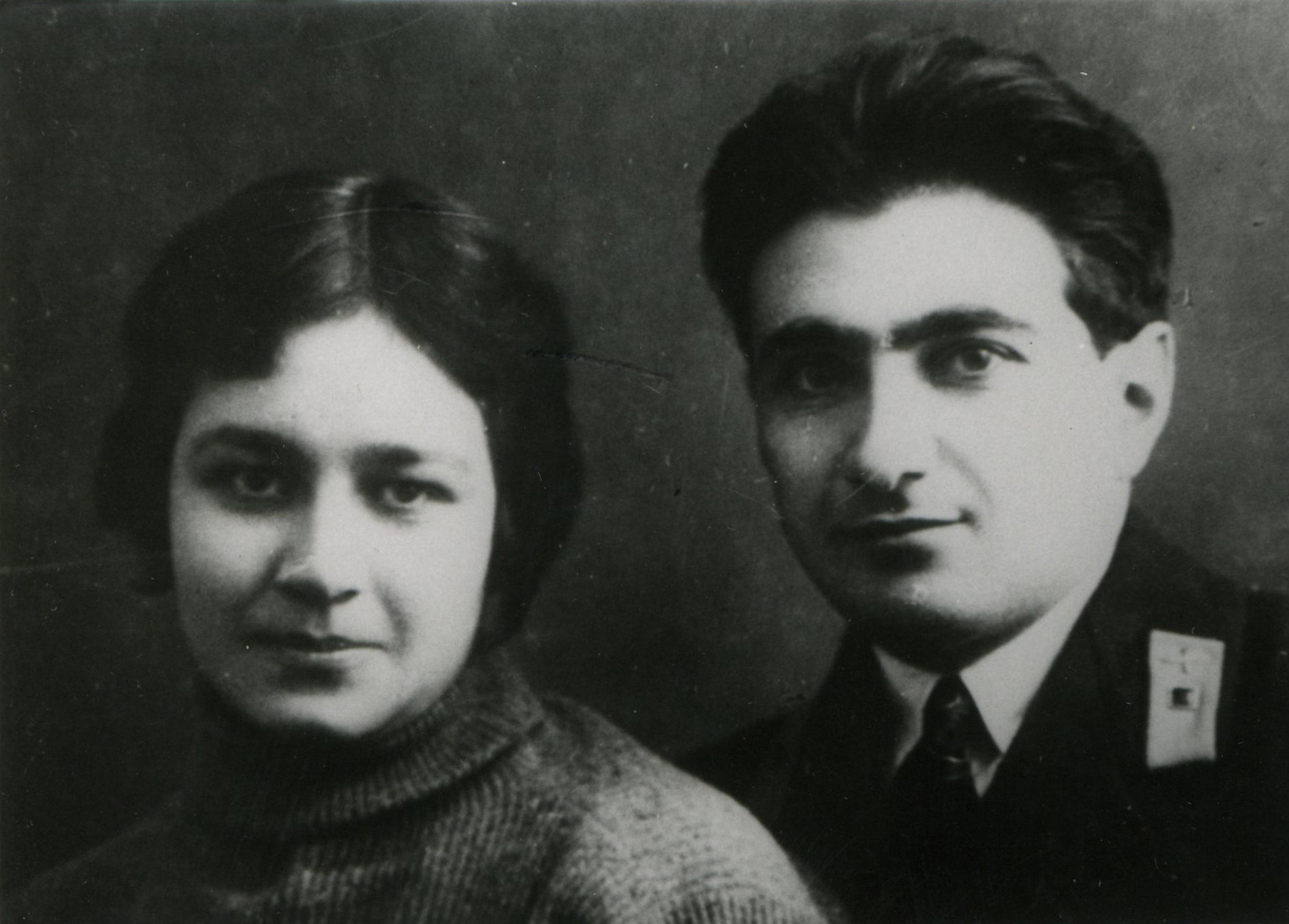
اختر کیانوری و عبدالصمد کامبخش بازگشت از روسیه

عبدالصمد میرزا عدل قاجار فرزند کامران میرزا عدل‌الملک حکمران قزوین و مادرش یک شاهزاده قفقازی بود. او سال ۱۳۰۴ با اختر کیانوری ازدواج کرد. کامبخش و اختر کیانوری یک فرزند بنام ایرج کیا داماد عنایت‌الله رضا داشتند. پس از درگذشت والدین ایرج کیا (محمد علی کیانوری و خدیجه کیانوری، برادر و دختر عموی اختر کیانوری) در خردسالی وی تحت قیومیت و در تهران و در مهاجرت باکو، مسکو و لایپزیک در خانه آنها بعنوان فرزند زندگی می‌کرد.

## تحصیلات
دوره اول: از خردسالی به مدرسه نظامی روسی-قزاقی فرستاده شد. به این خاطر این او در جوانی به سه زبان فارسی، آذری و روسی همانند زبان مادری مسلط بود.
دوره دوم: افسر نوجوان عبدالصمد عدل قاجار درچهارده سالگی (سال ۱۹۱۵) برای ادامه تحصیل در زمان درگیری روسیه در جنگ جهانی اول به امپراتوری روسیه فرستاده شد. دو سال بعد در زمان تحصیل او انقلاب روسیه (۱۹۱۷) شروع شد.
دوره سوم: در سال ۱۳۰۷ (۱۹۲۸) از طرف دولت برای تحصیل مهندسی هواپیما به شوروی اعزام شد و به هنگام امتحان ورودی در دانشگاه شاگرد اول شد. در سال ۱۳۰۱۱ (۱۹۳۲) پس از احراز مقام اول در امتحانات، به میهن بازگشت و در ارتش با رتبه ستوان دومی وارد خدمت شد. با آن که افسر جوانی بود، به علت آن که در رشته خود در ایران آن روز یگانه بود او را به فرماندهی مدرسه مکانیک ارتش گماردند. فرماندهی مانورهای هوایی و بمباران‌ها و عملیات دیگر هوایی با او بود.
دوره چهارم: او بعدها زبان المانی را به خوبی در زمان مهاجرت در جمهوری دمکراتیک آلمان آموخت. در دوران مهاجرت ابتدا در اتحاد جماهیر سوسیالیستی شوروی و سپس جمهوری دمکراتیک آلمان تحصیلات عالیه خود را این بار در رشته تاریخ تاریخ نوین تا گرفتن دکتری به پایان رساند و از رساله نامزدی علوم دربارهٔ حزب توده ایران دفاع کرد و این در حالی بود که یکبار نیز در رشته علم اقتصاد تا مرز پایان دوره دکترای این رشته پیش رفته بود.

## بخشی از آثار
- نظری به جنبش کارگری و کمونیستی در ایران: مجموعه مقالات کام‌بخش، عبدالصمد، ۱۲۸۲–۱۳۵۰.[۱]موضوع حزب توده ایران، ایران کمونیسم، ایران جنبشهای کارگری ردهDSR۱۵۲۳/ک۲ن۶ کتابخانهکتابخانه مؤسسه آموزشی و پژوهشی امام خمینی (ره) محل استقراراستان: قم ـ شهر: قم</ref>
- سوسیال دموکراسی انقلابی در انقلاب مشروطیت
- تاریخ حزب کمونیست ایران
- از آغاز تا کنگره دوم
- دربارهٔ کنگره دوم (کنگره ارومیه)
- حزب توده ایران ـ دوران مبارزات علنی
- از تشکیل حزب تا کنگره اول
- از نخستین کنفرانس ایالتی تا نخستین کنگره حزب
- نخستین کنگره حزب
- از نخستین کنگره حزب تا جنبش آذربایجان
- ناکامی جنبش آذربایجان و کردستان
- پایان فعالیت علنی
- مبارزه حزب علیه امپریالیسم و ارتجاع داخلی در شرایط غیر علنی
- دربارهٔ فعالیت سوسیال دموکراسی انقلابی و حزب کمونیست ایران
- نقش حزب توده ایران در تاریخ جنبش رهائی بخش میهن ما
- حزب توده ایران در مبارزه برای تشکیل جبهه واحد ملی و دموکراتیک
- شمه ای از تاریخ ارتش ایران و مبارزات دموکراتیک درون آن
- گواهینامه یک زندگی
- جلد دوم کتاب جنبش کارگری و کمونیستی ایران دانشنامهٔ دکتری کامبخش (ترجمه نشده به زبان آلمانی و روسی)

## سازماندهی و صاحب آرشیو جنبش کارگری و کمونیستی ایران
کامبخش از خود آرشیو نسبتاً غنی باقی گذاشته متضمن مستخرجات جراید، کوپورها، اسناد چاپ شده، یادداشت‌ها، کتب، رسالات و مطبوعات حزبی و غیره. ما از این آرشیو تمام آن اسنادی را که از جهت روشن کردن بخشی از تاریخ حزب سزاوار انتشار است.

## شروع فعالیت سیاسی در ایران
عبدالصمد کامبخش فرزند شاهزاده کامران میرزا عدل الممالک (عدل قاجار) در سال ۱۲۸۲ شمسی در شهر قزوین تولد یافت. چهارده ساله بود (سال ۱۹۱۵) که در زمان جنگ جهانی اول که روسیه هم درگیر ان بود رسید و ۱۶ ساله بود که شاهد انقلاب روسیه (۱۹۱۷) شد و همراه سایر افسران جوان روسیه در ان شرکت داشت.
پس از بازگشت از روسیه بعد از انقلاب و درگیر جنگ داخلی در سال‌های ۱۳۰۳–۱۳۰۲ (۱۹۲۴–۱۹۲۳) عضو جمعیت آزادیخواهان قزوین و انجمن پرورش قزوین شد که در زمان خود دو کانون مترقی بودند.
آشنائی با زبان و ادبیات روسی از اوان کودکی کامبخش را به این زبان مسلط ساخته بود چنان‌که آنرا همتای زبام مادریش می‌دانست و بدین زبان با چیرگی سخن می‌گفت و می‌نوشت. در سال ۱۲۹۸ کامبخش بار اول از روسیه به ایران برگشت و طی سالهای ۱۳۰۲–۱۳۰۳ (۱۹۲۴–۱۹۲۳) کامبخش گام در جادهٔ فعالیت سیاسی نهاد. بهمراه پدرش از بنیانگذاران جمعیت آزادیخواهان قزوین و انجمن پرورش بود. در سال ۱۳۰۷(۱۹۲۸) از طرف دولت ایران برای تحصیل مهندسی هواپیما به شوروی اعزام شد.
در همین سال به اتهام داشتن افکار سیاسی و در واقع به آن دلیل که در اتحاد شوروی تحصیل کرده بود بازداشت شد. یک سال و نیم در زندان دژبان ماند و سپس از زندان آزاد و از ارتش اخراج شد.
در سال ۱۳۱۳ از طرف انترناسیونال سوم کمونیستی کمینترن تجدید تأسیس حزب کمونیست ایران (دهه ۱۹۲۰) که در سال ۱۳۱۰–۱۳۱۱ و پس از شکست جمهوری گیلان زیرضربات پلیس متلاشی شده بود، به او واگذار شد.

## ماجرای ۵۳ نفر

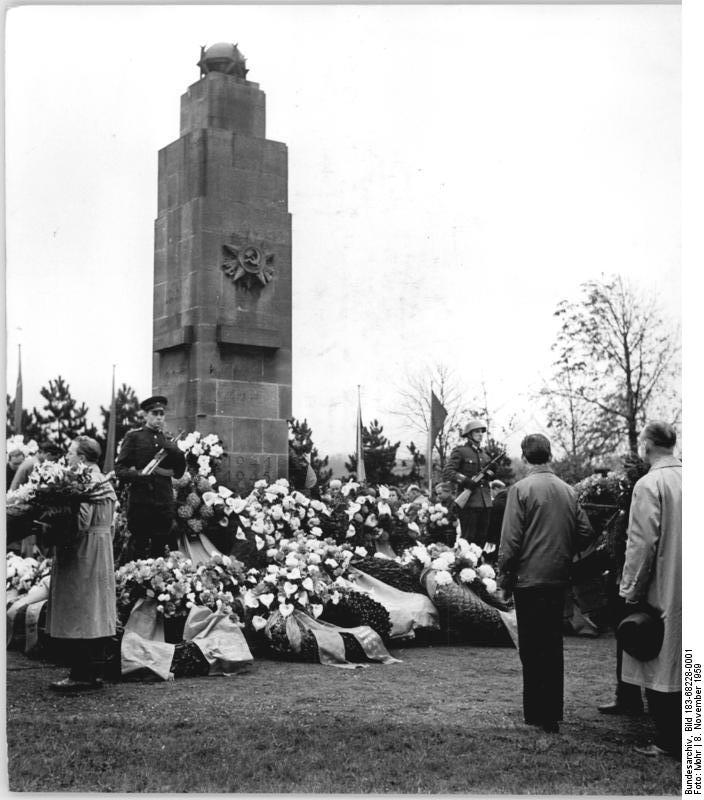
بنای یادبود قربانیان جنگ در گورستان شرقی شهر لایپزیگ آلمان سال ۱۹۵۲. پس از فوت عبدالصمد کامبخش در سال ۱۹۷۲ سنگ یادبود او در طول مراسم باشکوه ترحیم به خاطر نقشش در کمینترن و تأثیر خدماتش در پیروزی متفقین جنگ جهانی دوم علیه نیروهای محور فاشیست به عنوان اولین سنگ یادبود روی پله در زیر ستون بنای یادبود قرار داده شد.

کامبخش نماینده کمینترن در جهت تأسیس حزب کمونیست ایران (دهه ۱۹۲۰) به همراه سرهنگ عزت‌الله سیامک این سازمان را به صورت غیر متمرکز احیاء کردند. بدین شکل که بخش عملیاتی- نظامی آن مستقل از بخش ترویجی ـ تبلیغی باقی ماند و هیچ‌یک از یاد شده‌ها اطلاعات خود را با دیگری در میان نگذاشتند و حتی سرهنگ عزت‌الله سیامک را نه ارانی و دیگر اعضای ۵۲ نفر جز کامبخش نماینده کمینترن اساساً ندیده و نمی‌شناختند.
در اردیبهشت ۱۳۱۶ سازمان حزب به چنگ پلیس افتاد. ۵۲ تن و کامبخش از اعضا این سازمان بازداشت شدند، ولی سرهنگ سیامک که با کامبخش در ارتباط بود و مستقل از بخش ترویجی فعالیت می‌کرد شناخته نشد و کامبخش نیز در بازجوئی‌های خود دربارهٔ این بخش از فعالیت‌های سازمانی خویش مهر سکوت بر لب زد. در سال ۱۳۱۷ محاکمه ۵۳ نفر در دادگاه جنائی تهران تحت ریاست سرهنگ حسینقلی وحید آغاز شد و شاهزاده سرخ ایران در این دادگاه به ده سال حبس محکوم شد.
در سال ۱۳۱۸ از زندان تهران به زندان بوشهر تبعید شد و ۱۵ ماه را در شرایط بسیار دشوار در این زندان به سر برد. در همین زندان بشدت بیمار شد و اگر رژیم رضاخان سقوط نکرده و درهای زندان‌ها باز نشده بود، او زنده از زندان بیرون نمی‌آمد. سقوط رژیم دیکتاتوری رضاخان و بازشدن فضای خفقان‌آور سیاسی، هوای تازه را به او نیز در زندان بوشهر رساند و از تنگی نفسی که گرفتار آن شده بود موقتاً نجات یافت.

## آزادی از زندان تا مهاجرت
در آبان ۱۳۲۰ زیر فشار حضور ارتش متفقین در ایران کامبخش نیز از زندان آزاد شد و در بنیانگذاری «حزب توده ایران» سهیم شد. در اسفند ۱۳۲۲ کامبخش از قزوین نماینده مجلس چهاردهم و در فراکسیون ۸ نفری حزب توده ایران در مجلس جای گرفت. در۱۰ مرداد ۱۳۲۳ در نخستین کنگره حزب توده ایران کامبخش به عضویت کمیته مرکزی حزب انتخاب شد. در سال ۱۳۲۳ او با بهره‌گیری از مناسباتی که با نظامیان میهن دوست و آزادیخواه در درون ارتش داشت و با کمک سرهنگ سیامک سازمان نظامی را سازمان داد. کامبخش در تأسیس سازمان نظامی حزب توده ایران استعداد خویش در امر سازماندهی را به نمایش گذاشت. 

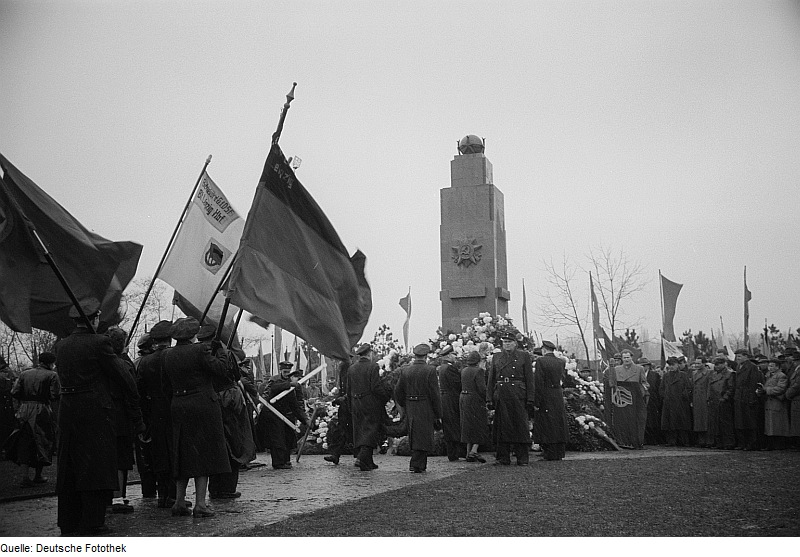

 هرسال چندین بار مراسم باشکوهی در ان مجموعه برگزار می‌شد. سنگ یادبود عبدالصمد کامبخش در سال ۱۹۹۴ در روند خروج ارتش سرخ از آلمان (ارتش روسیه در ان زمان) از بنای یادبود مجزا و همراه به روسیه انتقال داده شد. حضور او در مجلس برای محافل دربار شاهنشاهی به اندازه کافی رنج‌آور بود که برای یورش به وی، منتظر آگاهی از نقش وی در سازمان نظامی حزب توده ایران نشدند.
پس از سرکوب جنبش آذربایجان کامبخش با تعقیب دائمی روبرو شد. بیش از همه، وزیر جنگ وقت سپهبد حاج‌علی رزم‌آرا و رکن دو ارتش در پی او بودند. حلقه محاصره او چنان تنگ شد که چاره‌ای جز خارج کردن او از کشور باقی نماند.
به دستور حزب در دی ماه ۱۳۲۵ از ایران خارج و در و مهاجرت به باکو آذربایجان اتحاد شوروی وقت مهاجر شد.

## فعالیت سیاسی در مهاجرت
پنجم اردیبهشت ۱۳۲۷ در دومین کنگره حزب توده ایران کامبخش با آنکه نتوانست در کنگره حضور یابد، به‌طور غیابی بار دیگر به عضویت کمیته مرکزی حزب انتخاب شد. در ۲۶ تیرماه ۱۳۳۶ در چهارمین پلنوم کمیته مرکزی که پس از کودتا و در مهاجرت تشکیل شد، کامبخش به عضویت هیئت اجرائیه و دبیری کمیته مرکزی حزب انتخاب شد و تا پایان عمر در این سمت باقی ماند.
پلنوم دهم (فروردین ۱۳۴۱) کمیته مرکزی حزب، کامبخش را به عنوان یکی از اعضا سه‌گانه «بوروی موقت» و پلنوم (۱۲ خرداد ۱۳۴۷) او را به عنوان یکی از اعضا هیئت اجرائیه و هیئت دبیران کمیته مرکزی انتخاب کرد. در پلنوم‌های ۱۳ و ۱۴ کمیته مرکزی نیز در همین سمت‌ها باقی ماند و در تدوین برنامه، انتخاب شعارهای مرحله‌ای حزب توده ایران نقش تعیین‌کننده ایفا کرد. شعار «جبهه واحد ضد دیکتاتوری» و طرح برنامه سال ۱۳۵۰ حزب توده ایران که در پلنوم ۱۵ و در سال ۱۳۵۲ تصویب شد نیز از جمله یادگارهای او و نشان دهنده بینش کامبخش است.

## درگذشت
در صبح چهارشنبه ۱۹ آبان ماه ۱۳۵۰ (۱۰ نوامبر ۱۹۷۱) پس از سال‌ها بیماری از دوران زندان بوشهر و دشواری تنگی نفس و سکته قلبی اول در سن ۶۸ سالگی در شهر لایپزیگ جمهوری دمکراتیک آلمان لیبرمن اشتراسه در اثر سکته قلبی درگذشت.

## برخی نظرات
- - مازیار بهروز:

به نظر من بی‌شک کامبخش در حزب کمونیست شوروی عضو بود و به احتمال نزدیک به یقین با سازمان‌های اطلاعاتی آن کشور ارتباط داشت. فعالی مانند کامبخش اصولاً به فعالیت سیاسی از منظر ملی اعتقاد چندانی نداشت، برای وی مبارزه بین سوسیالیسم و سرمایه‌داری در بعد جهانی معنی داشت و بنابراین او در درجه اول عضو آن «ارتش بین‌المللی» بود که به آن «کمپ سوسیالیسم» نام نهاده بودند، احساسات او برای مردم ایران، برای عدالت اجتماعی و برای مبارزه با سرمایه‌داری و امپریالیسم، همگی از زاویه دیدگاه بالا مطرح بود؛ بنابراین او «عاملیت شوروی» را الزاماً پدیده منفی نمی‌دانست اگر این وابستگی به پیشرفت برنامه سوسیالیسم کمک می‌کرد.
- - مولود خانلری:

این احساس در مورد قوم و خویشم عبدالصمد کامبخش به کرات بعدها دست داد که او واقعاً میل دارد ایران ایرانستان بشود، جزو شوراها بشود... در ابتدا واقعاً لنینیست دوآتشه از آب درآمد.بعد از مرگ لنین واقعاً استالینیست بود و عجیب است که استالینیست به مفهوم آن که استالین را یک مرد مطهر و پاکیزه و صاحبدل و عظیم می‌دانست و یک دانه از این اعتراضاتی که در کنگره بیستم به او شد، این هرگز نمی‌خواست قبول کند.می‌خواهم به شما بگویم در او یک نوع خبث‌طینت،فکر آدم‎کشی اصلاً این‎چنین به نظرش نیامده بود.در حقیقت استالین را،اگر فکر کنیم مذهبی پیغمبری بود، به این صورت دیده بود و اعتقادش هم این بود که ایران ایرانستان بشود.

## سخنگوی روسیه در ایران
انور خامه‌ای دربارهٔ کامبخش می‌گوید: در آن دو سالی که من با کامبخش ارتباط تشکیلاتی داشتم تقریباً هیچ چیز دربارهٔ او نمی‌دانستم نه اسم، نه آدرس، نه محل کار، نه شغل، نه درجه تحصیلات، نه تخصص، نه سوابق مبارزه سیاسی… یک چیز را تشخیص داده بودم و آن اینکه این آدم از قماش دیگری غیر از دکتر ارانی و دوستان او مانند اسکندری و علوی و ملکی و غیره است…
مهمترین نقش و خدمت شناخته شده عبدالصمد کامبخش از نگاه شرق عبارتند از:
- تأثیر در لغو قرارداد سن پترزبورگ، ۱۹۰۷ میلادی تقسیم ایران به دو کشور مستعمره توسط امپراطوری انگلیس و روسیه تزاری با استفاده از نفوذش در کمینترن;
- سازماندهی مقاومت در زمان جنگ جهانی دوم در ایران، شکل‌گیری و حفاظت دالان پارسی در جبهه شرقی (جنگ جهانی دوم);
- شکست عملیات سپید گوهر (انگلیسی: Operation Edelweiss - آلمانی: Operation Edelweiß) برای تسخیر صنعت نفت جمهوری آذربایجان توسط نیروهای محور فاشیست;
- شکل‌گیری و حفاظت دالان پارسی در ایران که عامل شکست عملیات سپید گوهر و پیروزی متفقین جنگ جهانی دوم در نبرد کورسک، نبرد تعیین‌کننده تاریخ جنگ جهانی دوم با استفاده از صنعت نفت جمهوری آذربایجان شد؛
- امکان شدن تشکیل کنفرانس تهران و حفاظت ان و تأثیر تعیین‌کننده ایرانیان در پیروزی متفقین جنگ جهانی دوم علیه نیروهای محور فاشیست;
- عدم تقسیم ایران توسط متفقین جنگ جهانی دوم در کنفرانس تهران در مرحله تصمیم‌گیری تقسیم مجدد جهان.